# Scherm (bloeiwijze)
Een scherm (umbella) is een bloeiwijze waarbij alle zijassen (bloemstelen) uit één punt ontspringen. De vorm van het scherm kan variëren van van boven ongeveer plat tot helemaal bol, zoals bij look (Allium). Bij enkelvoudige schermen zit aan de voet van de zijassen meestal een omwindsel dat bestaat uit een krans van omwindselblaadjes. Bij samengestelde schermen hebben de schermpjes (de schermen van de 2de orde) vaak ook een krans van schutblaadjes: het omwindseltje.
Naar deze bloeiwijze is de familie van de schermbloemigen of ook wel umbelliferen genoemd. De meeste schermbloemigen hebben een samengesteld scherm.

## Enkelvoudig scherm
Bij een enkelvoudig scherm draagt elke zij-as van het hoofdscherm één bloem. Anders dan bij een hoofdje, dat ook bestaat uit een groter of kleiner aantal bij elkaar staande bloemen, zijn de bloemen van een scherm gesteeld.

Enkelvoudig scherm
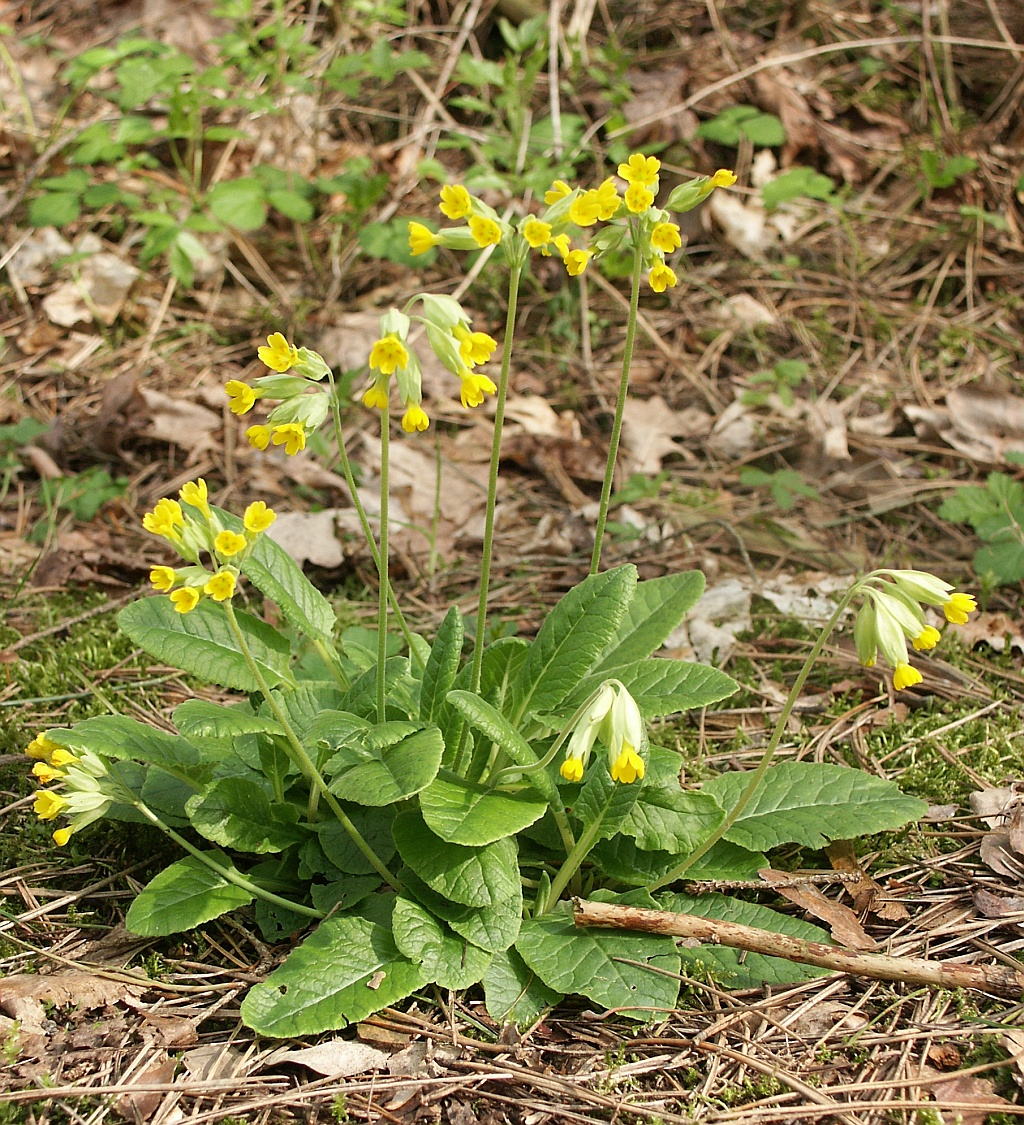
Enkelvoudig scherm van gulden sleutelbloem
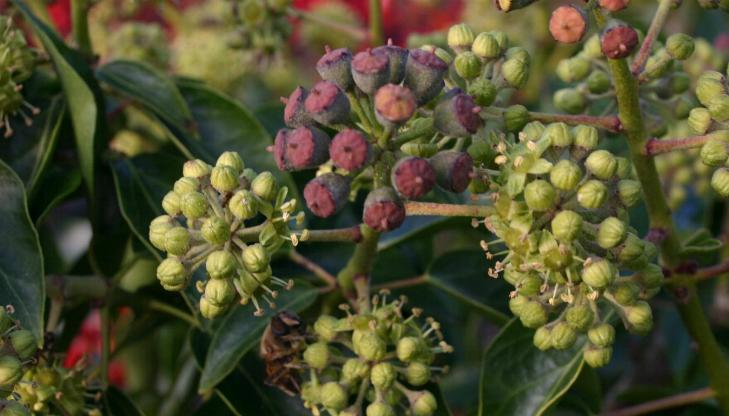
Enkelvoudig scherm van klimop
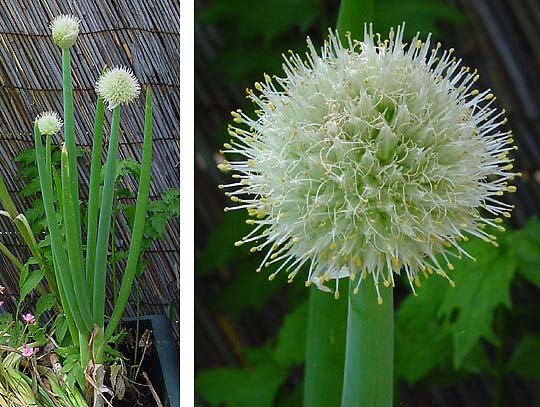
Enkelvoudig scherm van ui

## Samengesteld scherm
Bij een samengesteld scherm draagt elke zij-as van het hoofdscherm weer een schermpje. Er zijn de volgende typen samengestelde schermen te onderscheiden:
- scherm van de 1ste orde: elke zij-as draagt weer een schermpje.
- scherm van de 2de orde: elke zij-as van de zijas van de 1ste orde draagt weer een schermpje.
- scherm van de 3de orde: elke zij-as van de zijas van de 2de orde draagt weer een schermpje.

Samengesteld scherm
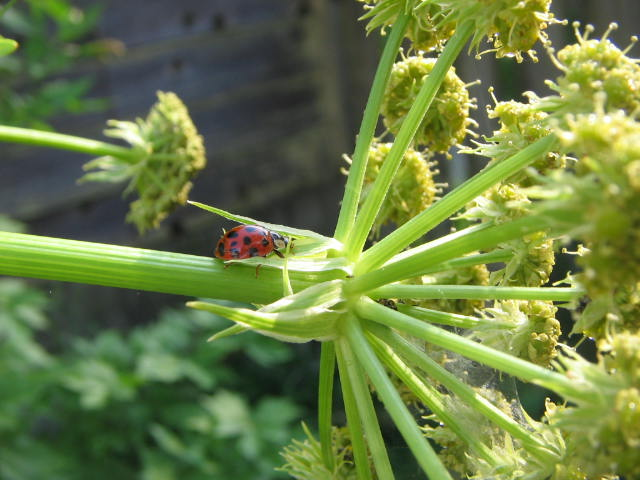
Omwindsel bij venkel
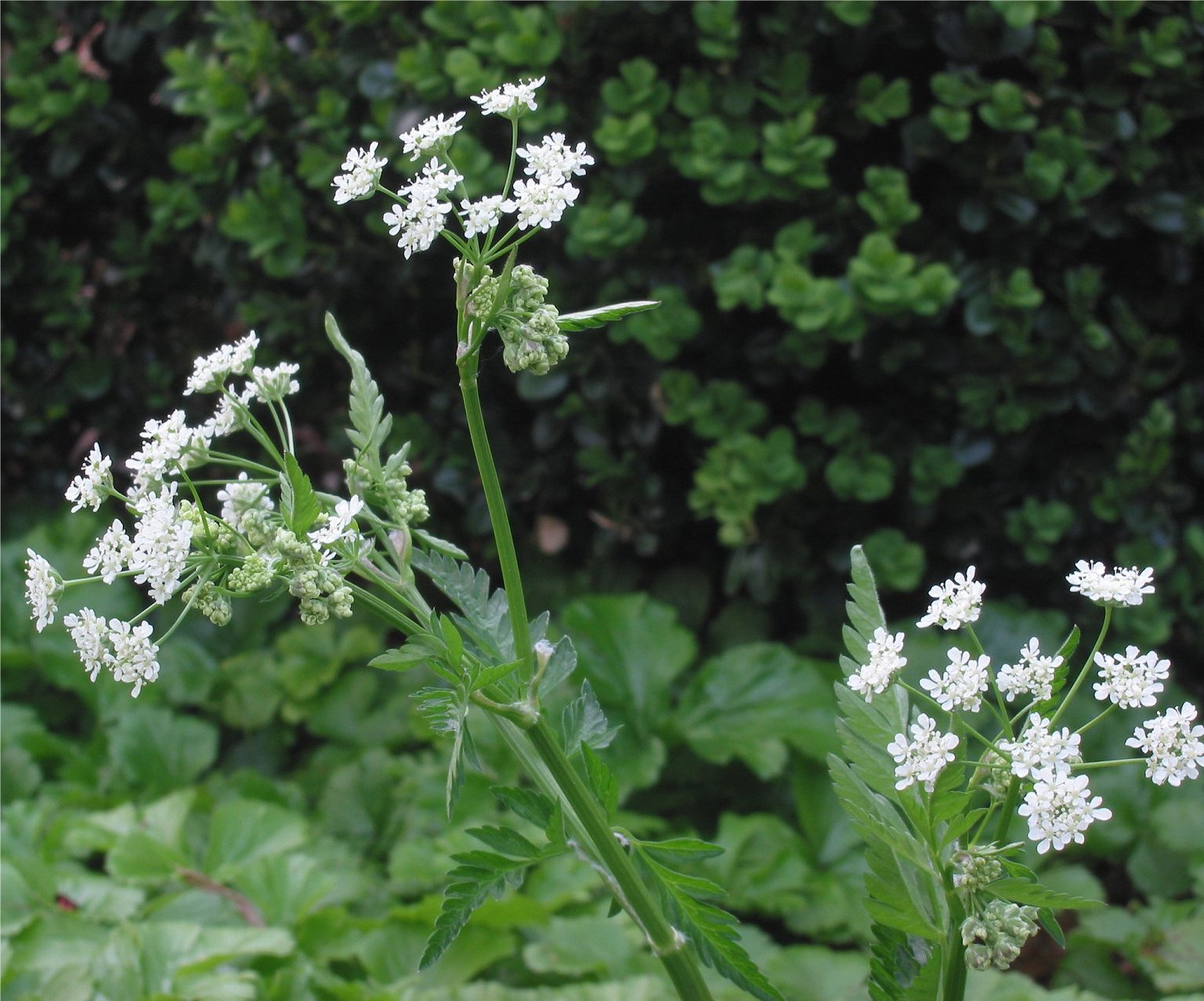
Samengesteld scherm van fluitenkruid
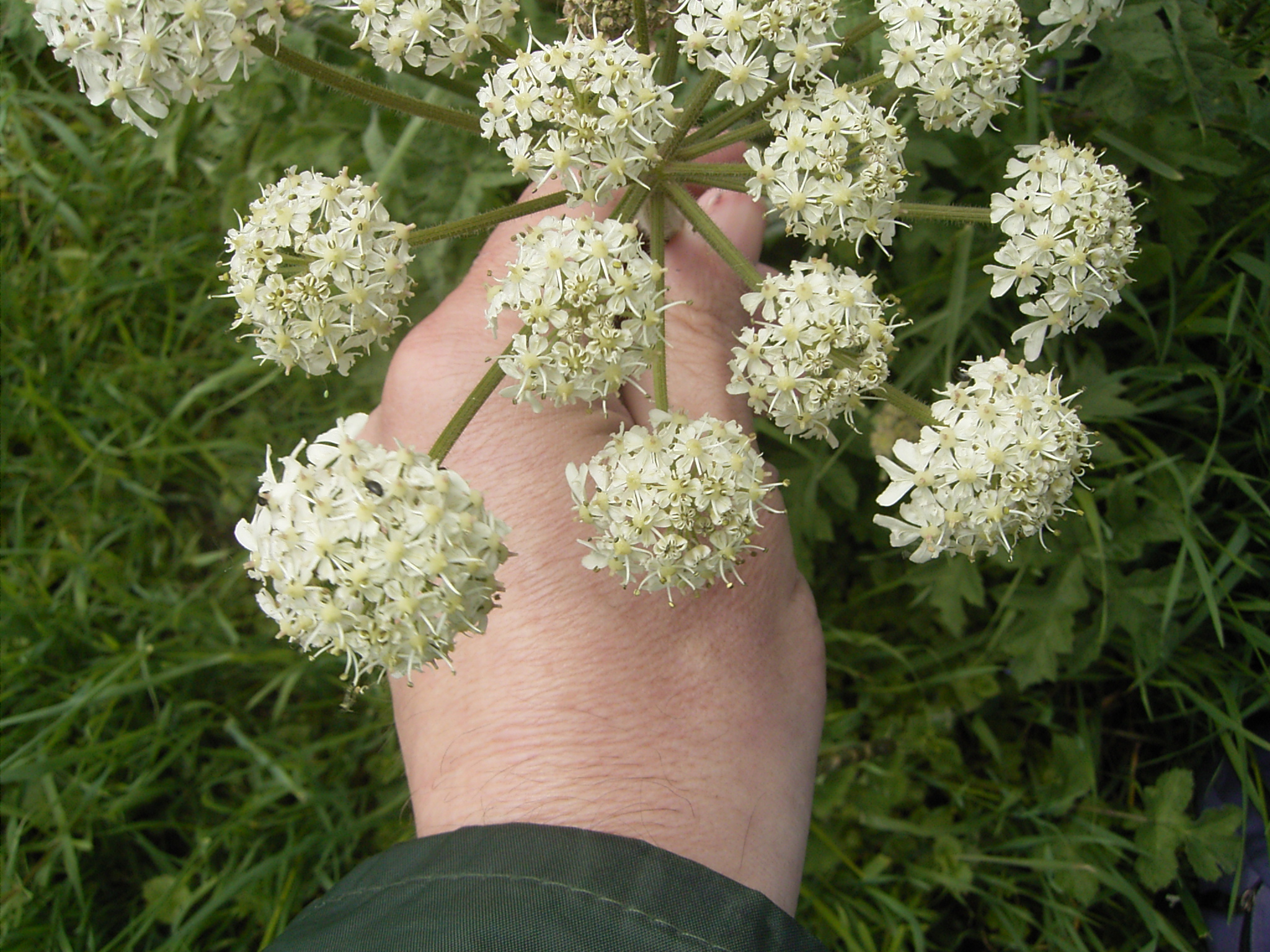
Samengesteld scherm van gewone berenklauw
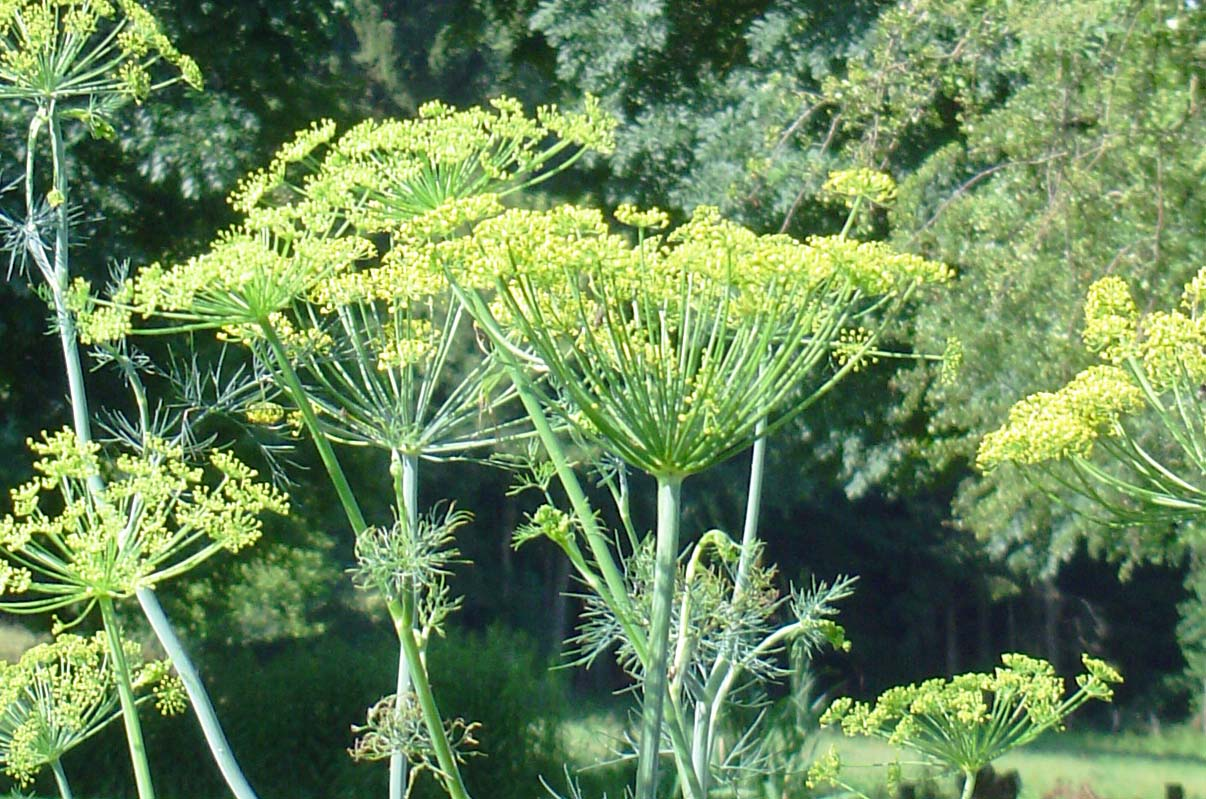
Samengesteld scherm van dille
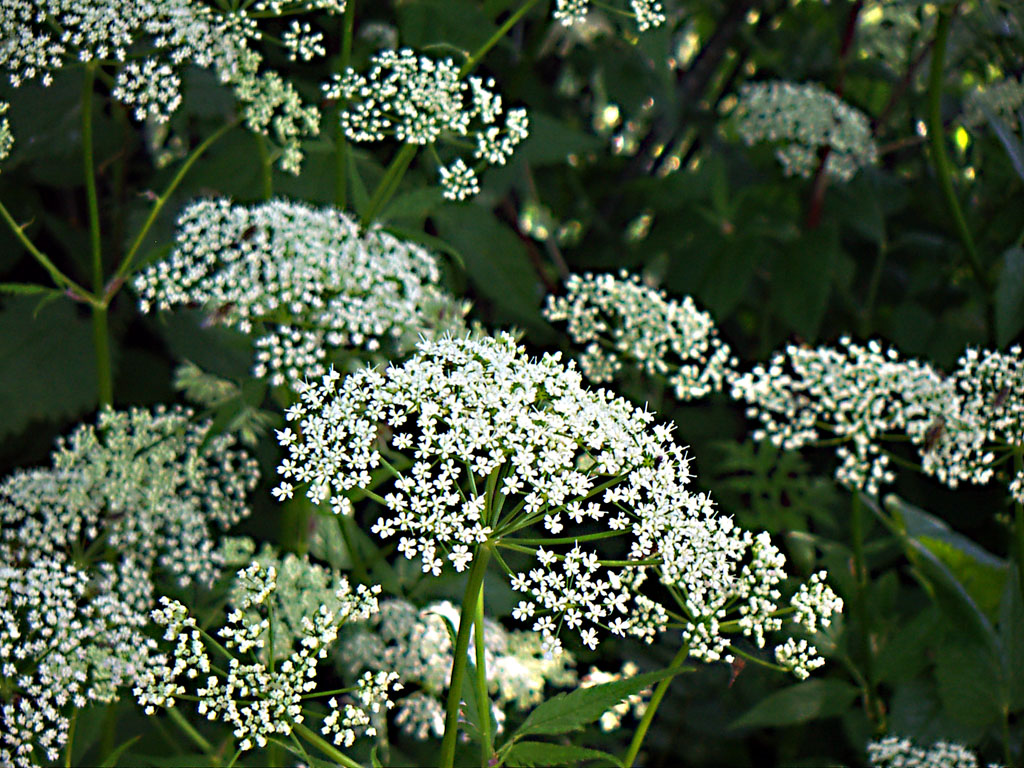
Samengesteld scherm van zevenblad
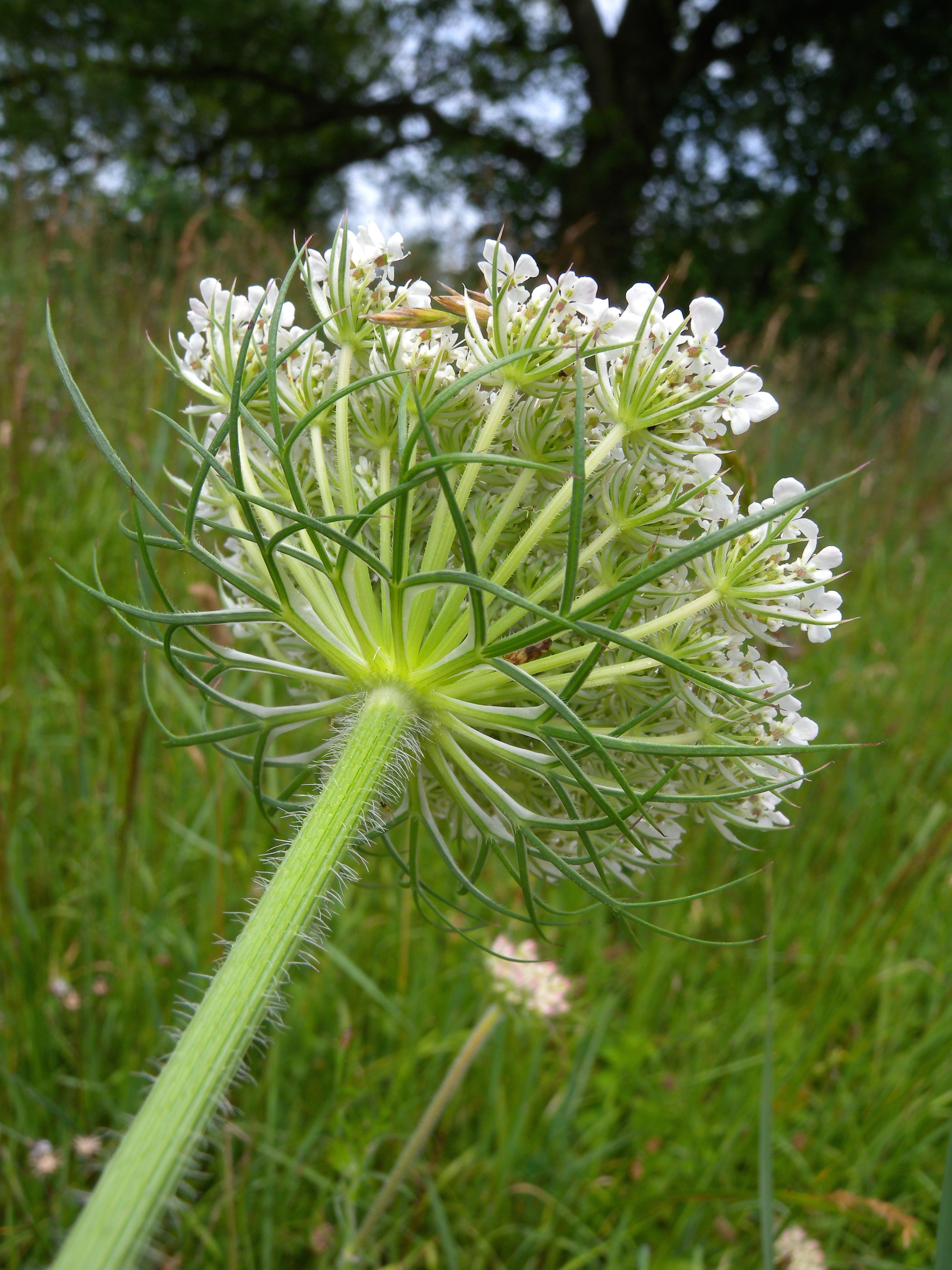
Samengesteld scherm van peen